# ブラヒム・ラーラフィ
ブラヒム・ラーラフィ（إبراهيم لحلافي、Brahim Lahlafi、1968年4月15日 - ）はモロッコの陸上競技選手、専門は長距離走。2002年6月6日フランス国籍を取得したが、2007年3月15日モロッコ国籍を再取得した。2000年シドニーオリンピック男子5000m銅メダリスト。身長172cm、体重62kg。
1995年世界クロスカントリー選手権5位、1997年世界陸上競技選手権5000m5位、世界陸上競技選手権5000m4位の成績を残した。1998年アフリカ陸上競技選手権3000mでは2位となり銀メダルを獲得。1996年には初めて開催されたベオグラードのロードレース（en:Belgrade Race Through History）で優勝した。このレースではポール・テルガトを破り、6kmを16分58秒で走破。この記録は大会記録として残っている。
2000年シドニーオリンピック5000m決勝では13分36秒47の記録で、ミリオン・ウォルデ、アリ・サイディ＝シエフに次ぐ3位となり銅メダルを獲得した。

## 記録
- 1500m - 3分43秒2（1996年）
- 3000m - 7分28秒94（1999年）
- 5000m - 12分49秒28（2000年）
- 10000m - 27分43秒05（1995年）
- ハーフマラソン - 1分01秒39（1994年）

## 参考資料・外部リンク
- ブラヒム・ラーラフィ - ワールドアスレティックスのプロフィール（英語）
- ブラヒム・ラーラフィ - Olympedia（英語）